# 休斯頓 (明尼蘇達州)
休斯頓（英語：Houston，/ˈhjuːstən/ HEW-stən）是一個位於美國明尼蘇達州休斯頓縣的城市。

## 人口
根據2020年美國人口普查的數據，休斯頓的面積為3.24平方千米，當中陸地面積為3.19平方千米，而水域面積為0.05平方千米。當地共有人口997人，而人口密度為每平方千米308人。